# Pholidota wattii
Pholidota wattii är en orkidéart som beskrevs av George King och Robert Pantling. Pholidota wattii ingår i släktet Pholidota och familjen orkidéer. Inga underarter finns listade i Catalogue of Life.